# 賈爾區
47°23′00″N 19°13′00″E / 47.3833°N 19.2167°E

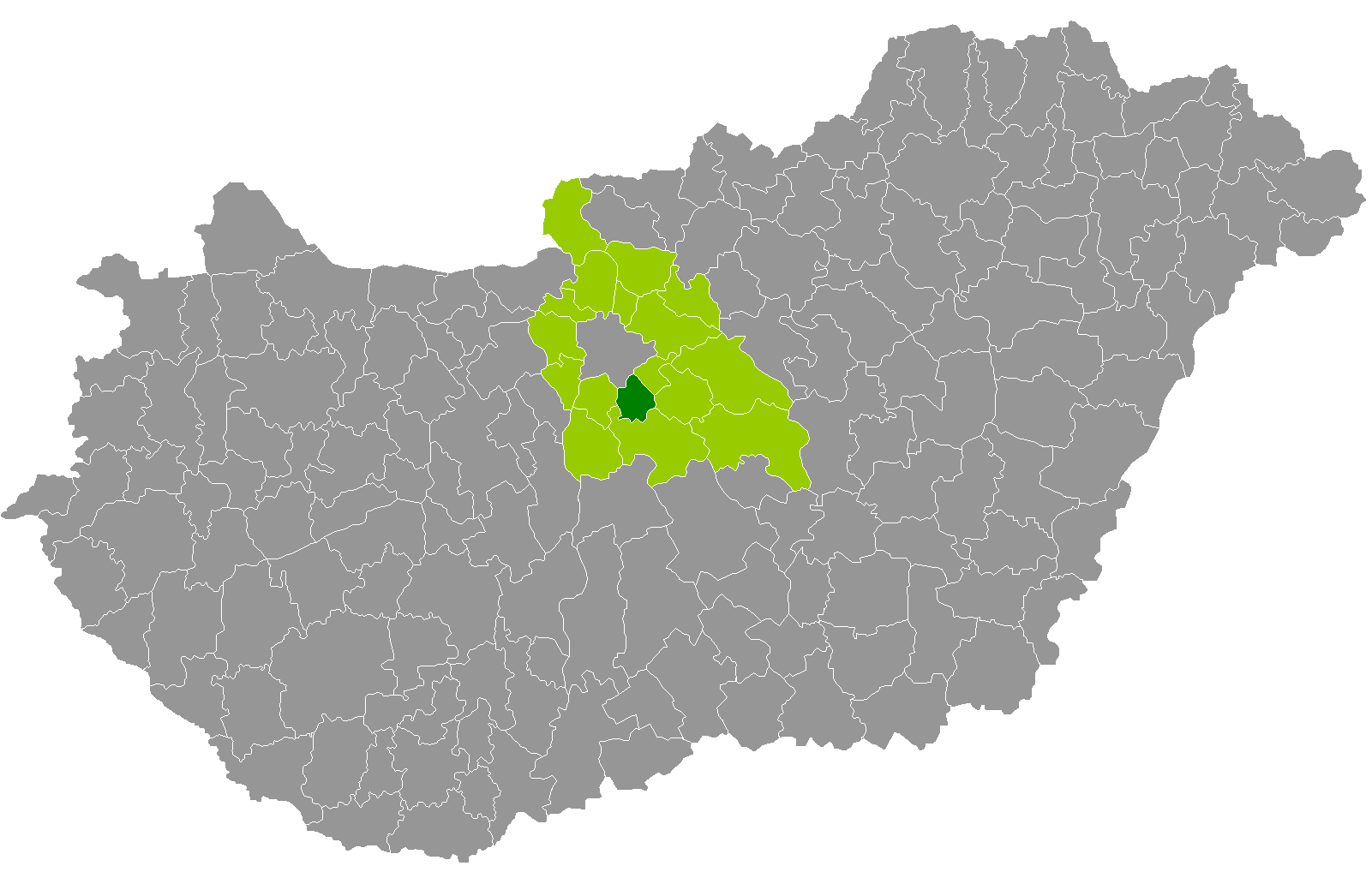

賈爾區（匈牙利語：Gyáli járás），是匈牙利佩斯州的一個區，位於該國北部区府設於賈爾，面積171平方公里，2011年人口40,853，人口密度每平方公里239人。

## 市镇
賈爾區包含两个城镇、一个大村和一个村庄。